# Athene brama
El mochuelo de Brahmán o mochuelo brahmán (Athene brama) es una especie de ave de la familia Strigidae.
Se encuentra en Asia. Prefiere hábitats abiertos. Anida en grupos.